# McCracken Township
McCracken Township est un township  du comté de Christian dans le Missouri, aux États-Unis,. Il est fondé en 1886 et baptisé en référence à la communauté de McCracken (en).

## Source de la traduction
- (en) Cet article est partiellement ou en totalité issu de l’article de Wikipédia en anglais intitulé « McCracken Township, Chariton County, Missouri » (voir la liste des auteurs).